# Альтшулер, Мордехай
Мордехай Альтшулер (ивр. מרדכי אלטשולר‎, 25 октября 1931, Сувалки, Польша — 18 июля 2019, Иерусалим, Израиль) — израильский историк, профессор Еврейского университета в Иерусалиме. Специализировался на изучении демографии, истории и культуры советских евреев.

## Биография
Мордехай Альтшулер родился в межвоенной Польше в городе Сувалки 25 октября 1931 года в традиционной еврейской семье среднего класса. Его дед Элиэзер Мордехай Альтшулер (1844—1921) был активистом протосионистского движения Ховевей Цион, посещал османскую Палестину с целью изучения возможности приобретения участков земли для еврейских поселений.
После начала Второй мировой войны и раздела Польши между Германией и СССР семья Альтшулера бежала на советскую территорию. После отказа принять советское гражданство семья была депортирована в Вологодскую область. После освобождения депортированных в соответствии с советско-польским договором 30 июля 1941 года семья несколько раз переезжала с место на место, побывала на Урале и в Средней Азии, поэтому Мордехай учился урывками.
В 1946 году, после окончания войны, Мордехай вместе с семьёй вернулся в Польшу и поселился во Вроцлаве, где учился в еврейской школе и участвовал в молодёжном сионистском движении «Дрор». В январе 1950 года репатриировался в Израиль в рамках молодёжной алии и стал членом кибуца Наан. В 1951—1953 годах служил в израильской армии.
В 1956 году поступил в Еврейский университет в Иерусалиме. Специализировался на литературе на иврите и общей истории. Он получил степень бакалавра по общей истории и еврейской литературе в 1962 году и степень магистра по еврейской истории в 1964 году. В 1972 году защитил докторскую диссертацию на тему «Евсекция в Советском Союзе» и приступил к преподаванию в Еврейском университете. В 1986 году он получил должность профессора.
В дальнейшем Альтшулер успешно разрабатывал тематику истории и культуры советских евреев. Он написал ряд работ по демографии, по еврейскому самосознанию, по эвакуации евреев в годы войны, по особенностям Холокоста на территории СССР и другим темам. Был редактором ряда книг, а также составителем и редактором библиографических и документальных сборников. Альтшулер был поклонником идишистской культуры, но уделял внимание в исследованиях и неашкеназским группам евреев.
В 1982—1985 годах — директор Института современного еврейства. В 1988—2001 годах возглавлял Центр по исследованию и документации восточноевропейского еврейства Еврейского университета. С 1987 года — редактор журнала «Современное еврейство» (ивр. יהדות זמננו‎). Он уделял много внимания поддержке молодых исследователей, для чего принял участие в создании и редактировании журнала Jews in Eastern Europe, позже — Jews in Russia and Eastern Europe, выходившего в Еврейском университете. Вёл исследования в Гарвардском, Колумбийском и Оксфордском университетах, много работал в архивах бывшего СССР. С 1992 года руководил программой подготовки преподавателей высших учебных заведений СНГ по истории восточноевропейского еврейства в Международном центре университетского преподавания еврейской цивилизации (Иерусалим).
В 1991—1992 годах награждён премией имени Бялика и премией Института Бен-Цви за книгу «Евреи восточного Кавказа. История горских евреев от начала XIX века», изданную в 1990 году.
В 2002 году завершил преподавательскую и административную работу в Еврейском университете в связи с выходом на пенсию, но продолжил работу в качестве эмерит-профессора. Умер 18 июля 2019 года в Иерусалиме.

## Публикации
- Евреи в переписи населения в Советском Союзе в 1959 г. (Иерусалим, 1963, английский и иврит)
- Начало Евсекции (Иерусалим, 1966, иврит)
- Между национализмом и коммунизмом: Евсекция в Советском Союзе, 1918—1930 (Тель-Авив, 1980, иврит)
- Советское еврейство со времени второй мировой войны: население и социальная структура (англ. Soviet Jewry since the Second World War: Population and Social Structure, New York: Bloomsbury Academic, 1987, ранее вышла на иврите)
- Евреи восточного Кавказа. История горских евреев от начала XIX века (Иерусалим, 1990, иврит)
- Евреи в переписи населения в Советском Союзе в 1939 г. (Иерусалим, 1993, английский).
- Советское еврейство накануне Холокоста: социально-демографический портрет (англ. Soviet Jewry on the Eve of the Holocaust. Brooklyn, NY: Berghahn Books, 1998)
- Иудаизм под советским прессом: между религией и еврейским самосознанием в СССР, 1941—1964 (ивр. יהדות במכבש הסובייטי בין דת לזהות יהודית בברית-המועצות 1941–1964‎, Иерусалим, 2007, иврит, перевод на английский Religion and Jewish identity in the Soviet Union, 1941—1964. Waltham: Brandeis University Press[англ.], 2012)
- Выжившие в Катастрофе в Советском Союзе: изменения в жизни советского еврейства, 1939—1963 (ивр. שארית הפלטה בברית המועצות : תמורות במאפייניה של יהדות ברית המועצות בשנים 1963-1939‎, Иерусалим, 2019)